# Egilberta Bertels
Egilberta Bertels SSpS (* 27. Mai 1894 in Neuenkirchen, Kreis Steinfurt; † 6. Februar 1944 in der Bismarcksee) war eine deutsche Steyler Missionsschwester und Märtyrin.

## Leben
Katharina Bertels, drittes von 7 Kindern eines Fabrikarbeiters, arbeitete nach der Schulzeit in einer Fabrik. Sie trat am 10. September 1925 im Alter von 31 Jahren in Steyl in das Missionshaus der Steyler Missionsschwestern ein. Sie begann am 8. Juni 1926 das Noviziat unter dem Ordensnamen Egilberta (nach Egilbert von Freising). Die Zeitlichen Gelübde legte sie am 8. Juni 1928 ab. Sie erlernte die Krankenpflege im St.-Josef-Krankenhaus Haan und reiste am 5. August 1931 mit anderen nach Alexishafen in die Papua-Neuguinea-Mission, wo sie am 17. Januar 1934 die Ewigen Gelübde ablegte. Sie wirkte in Bogia.
Nach der Besetzung Neuguineas durch die japanischen Invasionstruppen 1942 wurde sie zusammen mit Bischof Franziskus Wolf und zahlreichen Mitbrüdern und Missionsschwestern in einem Sammellager auf der Vulkaninsel Manam interniert, wo sie an Unterernährung litten und an Malaria erkrankten. Am 5. Februar gingen sie unter Protest auf das japanische Transportschiff Yorishime Maru, das am 6. Februar nachts von der amerikanischen Luftwaffe angegriffen wurde. Es starben 46 Menschen, darunter Egilberta Bertels. Eine Gedenkstätte befindet sich in Alexishafen.

## Gedenken
Die Römisch-katholische Kirche in Deutschland hat Schwester Egilberta Bertels als Märtyrin in das deutsche Martyrologium des 20. Jahrhunderts aufgenommen.